# Aphnaeus hirayamae
Aphnaeus hirayamae är en fjärilsart som beskrevs av Matsumura 1929. Aphnaeus hirayamae ingår i släktet Aphnaeus och familjen juvelvingar. Inga underarter finns listade i Catalogue of Life.